# Natação nos Jogos Pan-Americanos de 2007 - Revezamento 4x200 m livre feminino
O evento do revezamento 4x200 m livre masculino nos Jogos Pan-Americanos de 2007 foi realizado no Rio de Janeiro, Brasil, com a final realizada em 18 de julho de 2007.

## Medalhistas
| Ouro   | USA Jessica Rodriquez Emily Kukors Ava Ohlgren Katie Carroll               |
| Prata  | CAN Chanelle Charron-Watson Elizabeth Collins Hilary Bell Stephanie Horner |
| Bronze | BRA Tatiana Lemos Monique Ferreira Manuella Lyrio Paula Baracho            |

## Resultados

### Final
A final foi realizada em 18 de julho
| Posição | País               | Nadadores | Tempo   | Nota |
| ------- | ------------------ | --- | ------- | ---- |
| 1       | USA Estados Unidos | Jessica Rodriquez (1:59.97) Emily Kukors (1:59.57) Ava Ohlgren (2:00.19) Katie Carroll (2:02.30)                 | 8:02.03 | CR   |
| 2       | CAN Canadá         | Chanelle Charron-Watson (2:01.04) Elizabeth Collins (2:00.78) Hilary Bell (2:02.08) Stephanie Horner (2:00.66)   | 8:04.56 |      |
| 3       | BRA Brasil         | Tatiana Lemos (2:02.11) Monique Ferreira (2:01.11) Manuella Lyrio (2:04.88) Paula Baracho (2:05.05)              | 8:13.15 |      |
| 4       | MEX México         | Mariana Alvarado (2:05.39) Susana Escobar (2:04.06) Sandra Alanis (2:06.67) Patricia Castañeda (2:04.00)         | 8:20.12 |      |
| 5       | VEN Venezuela      | Andreina Pinto (2:04.47) Erin Volcán (2:05.10) Yanel Pinto (2:06.46) Jennifer Marquez (2:06.21)                  | 8:22.24 |      |
| 6       | ESA El Salvador    | Pamela Benítez (2:04.43) Ileana Murillo (2:13.29) Ana Hernández (2:14.82) Golda Marcus (2:08.49)                 | 8:41.03 |      |
| 7       | BAH Bahamas        | Arianna Vanderpool-Wallace (2:10.81) McKayla Lightbourn (2:12.70) Ariel Weech (2:12.34) Alana Dillette (2:06.88) | 8:42.73 |      |
| 8       | PER Peru           | Fiorella Gómez Sánchez (2:11.94) Slavica Pavic (2:19.80) Massie Carrillo (2:16.11) María Torres (2:11.38)        | 8:59.23 |      |

### Preliminares
As eliminatórias foram realizadas em 17 de julho.
| Posição | País               | Nadadores | Tempo   | Nota  |
| ------- | ------------------ | --- | ------- | ----- |
| 1       | USA Estados Unidos | Lauren Thies (2:04.11) Teresa Crippen (2:01.28) Emily Kukors (2:00.10) Jessica Rodriguez (1:59.79)                     | 8:05.28 | Q, CR |
| 2       | CAN Canadá         | Elizabeth Collins (2:00.64) Hilary Bell (2:01.33) Savannah King (2:05.42) Zsofia Balazs (2:03.66)                      | 8:11.05 | Q     |
| 3       | BRA Brasil         | Paula Baracho (2:05.37) Manuella Lyrio (2:05.17) Joanna Maranhão (2:02.59) Tatiana Lemos (2:04.34)                     | 8:17.47 | Q     |
| 4       | MEX México         | Liliana Ibañez (2:07.62) Sandra Alanis (2:05.95) Patricia Castañeda (2:08.33) Alma Arciniega (2:10.19)                 | 8:32.09 | Q     |
| 5       | VEN Venezuela      | Yanel Pinto (2:06.15) Jennifer Marquez (2:05.56) Jeserick Pinto (2:14.34) Andreina Pinto (2:08.16)                     | 8:34.21 | Q     |
| 6       | BAH Bahamas        | Alana Dillette (2:06.41) McKayla Lightbourn (2:11.77) Alicia Lightbourn (2:16.38) Arianna Vanderpool-Wallace (2:11.43) | 8:45.99 | Q     |
| 7       | ESA El Salvador    | Pamela Benitez (2:06.97) Ileana Murillo (2:15.86) Ana Hernandez (2:18.07) Golda Marcus (2:11.13)                       | 8:52.03 | Q     |
| 8       | PER Peru           | Fiorella Gómez Sánchez (2:13.08) Slavica Pavic (2:23.96) Massie Carrillo (2:19.08) Maria Alejandra Torres (2:14.07)    | 9:10.19 | Q     |
| 9       | HON Honduras       | Sharon Fajardo (2:13.93) Laura Paz (2:21.25) Karen Poujol (2:36.30) Laura Leiva (2:20.15)                              | 9:31.63 |       |